# Поляны (Кировский район)
Поляны (фин. Hyvilä) — деревня в Путиловском сельском поселении Кировского района Ленинградской области.

## История
На карте Санкт-Петербургской губернии Ф. Ф. Шуберта 1834 года упоминается деревня Поляны.

ПОЛЯНА ДАЛЬНЯЯ — деревня принадлежит чиновнице 5-го класса Евфимии Степановой, число жителей по ревизии: 25 м. п., 38 ж. п. (1838 год)

В пояснительном тексте к этнографической карте Санкт-Петербургской губернии П. И. Кёппена 1849 года она записана как деревня Hyvilä (Поляна Дальняя) и указано количество её жителей на 1848 год: савакотов — 32 м. п., 40 ж. п., всего 72 человека. Деревня относилась к лютеранскому приходу Марккова.
Согласно карте профессора С. С. Куторги 1852 года деревня называлась Поляны.

ДАЛЬНЯЯ ПОЛЯНА — деревня госпожи Жемайловой, по почтовому тракту и просёлочной дороге, число дворов — 11, число душ — 34 м. п. (1856 год)

Число жителей деревни по X-ой ревизии 1857 года: 38 м. п., 38 ж. п..

ДАЛЬНЯЯ ПОЛЯНА — деревня владельческая при реке и колодцах, число дворов — 13, число жителей: 38 м. п., 39 ж. п.; Часовня православная. (1862 год)

Согласно карте из «Исторического атласа Санкт-Петербургской Губернии» 1863 года деревня называлась Поляны и располагалась на правом берегу реки Шельдиха. На левом берегу реки находилась мыза.
Согласно подворной переписи 1882 года в деревне проживали 22 семьи, число жителей: 75 м. п., 59 ж. п.; разряд крестьян — собственники земли.
В конце XIX — начале XX века деревня административно относилась к Путиловской волости 1-го стана Шлиссельбургского уезда Санкт-Петербургской губернии. По приходским данным население деревни было исключительно финским.
По данным «Памятной книжки Санкт-Петербургской губернии» за 1905 год деревня называлась Дальняя Поляна.
Согласно военно-топографической карте Петроградской и Новгородской губерний издания 1921 года деревня называлась Поляны. В деревне находилась мыза и казармы.
Согласно данным переписи населения СССР 1926 года в деревне Дальняя Поляна Валовщинского сельсовета Путиловской волости Ленинградского уезда проживали 209 человек — все ингерманландцы, за исключением одного русского.
По данным 1933 года деревня называлась Дальняя Поляна и входила в состав Путиловского сельсовета Мгинского района.

План деревни Поляны. 1941 год

Согласно топографической карте РККА 1941 года деревня называлась Поляна и насчитывала 52 двора. В деревне находились железнодорожные казармы, работала школа.
По данным 1966 и 1973 годов деревня называлась Поляна и находилась в подчинении Путиловского сельсовета Волховского района.
По данным 1990 года деревня называлась Поляны и входила в состав Путиловского сельсовета Кировского района.
В 1997 году в деревне Поляны Путиловской волости проживали 18 человек, в 2002 году — 23 человека (русские — 91 %).
В 2007 году в деревне Поляны Путиловского СП — 16.

## География
Деревня расположена в центральной части района на автодороге 41К-546 (Путилово — Поляны), к югу от центра поселения, села Путилово.
Расстояние до административного центра поселения — 5 км.
Деревня находится на железнодорожной линии Мга — Волховстрой I. В деревне расположен остановочный пункт платформа Поляны.
Через деревню протекает река Рябиновка.

## Демография
| 1862 | 2007 | 2010 | 2017 |
| ---- | ---- | ---- | ---- |
| 77   | ↘16  | ↗47  | ↘17  |

## Улицы
Железнодорожная, Правобережная.